# Getaren
Getaren är en sjö i Botkyrka kommun i Södermanland som ingår i Tyresån-Trosaåns kustområde. Sjön är 4,3 meter djup, har en yta på 0,72 kvadratkilometer och befinner sig 32,3 meter över havet.
Sjön tillhör Kagghamraåns sjösystem och har förbindelse med Kagghamraån via Norrgaån.
Vid Getarens norra strand ligger Lida friluftsgård, Lida naturreservat och Lida vattenskidklubb. Sjön är lättillgänglig och utnyttjas flitigt för friluftsaktiviteter.

## Delavrinningsområde
Getaren ingår i delavrinningsområde (656137-162160) som SMHI kallar för Ovan Axån. Medelhöjden är 60 meter över havet och ytan är 34,21 kvadratkilometer. Det finns inga avrinningsområden uppströms utan avrinningsområdet är högsta punkten. Avrinningsområdets utflöde Saxbroån mynnar i havet. Avrinningsområdet består mestadels av skog (74 procent) och öppen mark (10 procent). Avrinningsområdet har 0,87 kvadratkilometer vattenytor vilket ger det en sjöprocent på 2,7 procent.

## Bilder

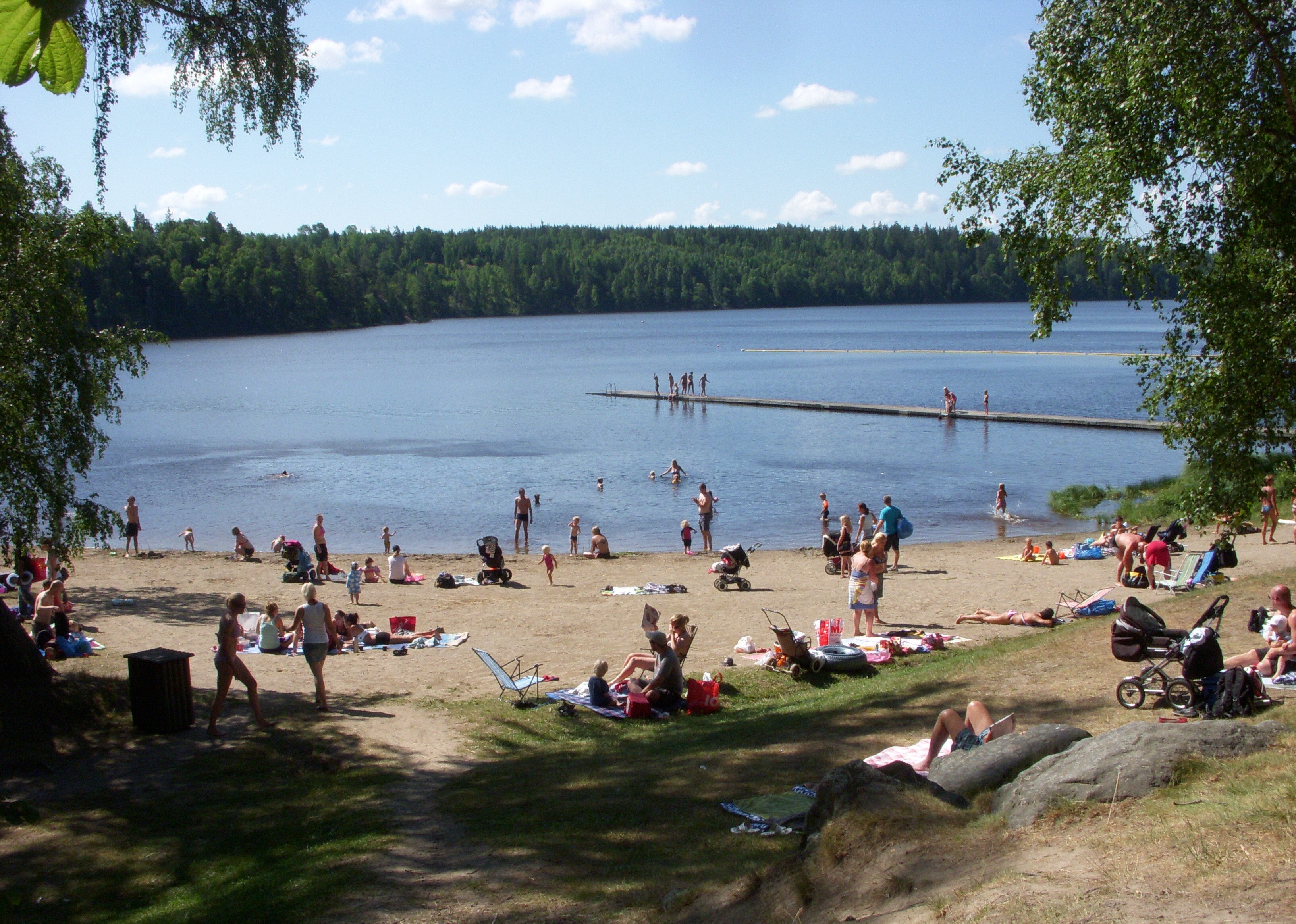
Getaren på sommaren.
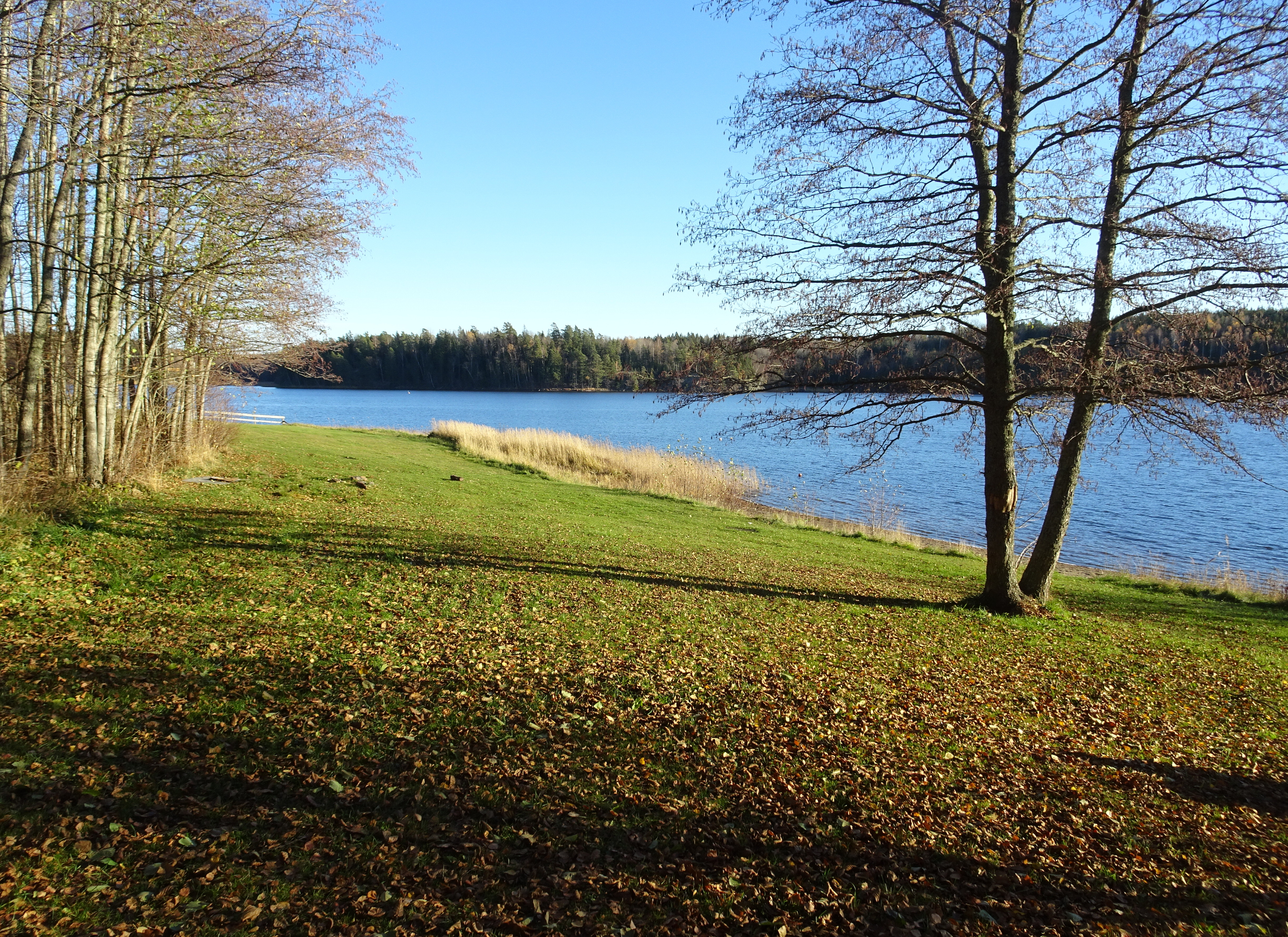
Getaren på hösten.
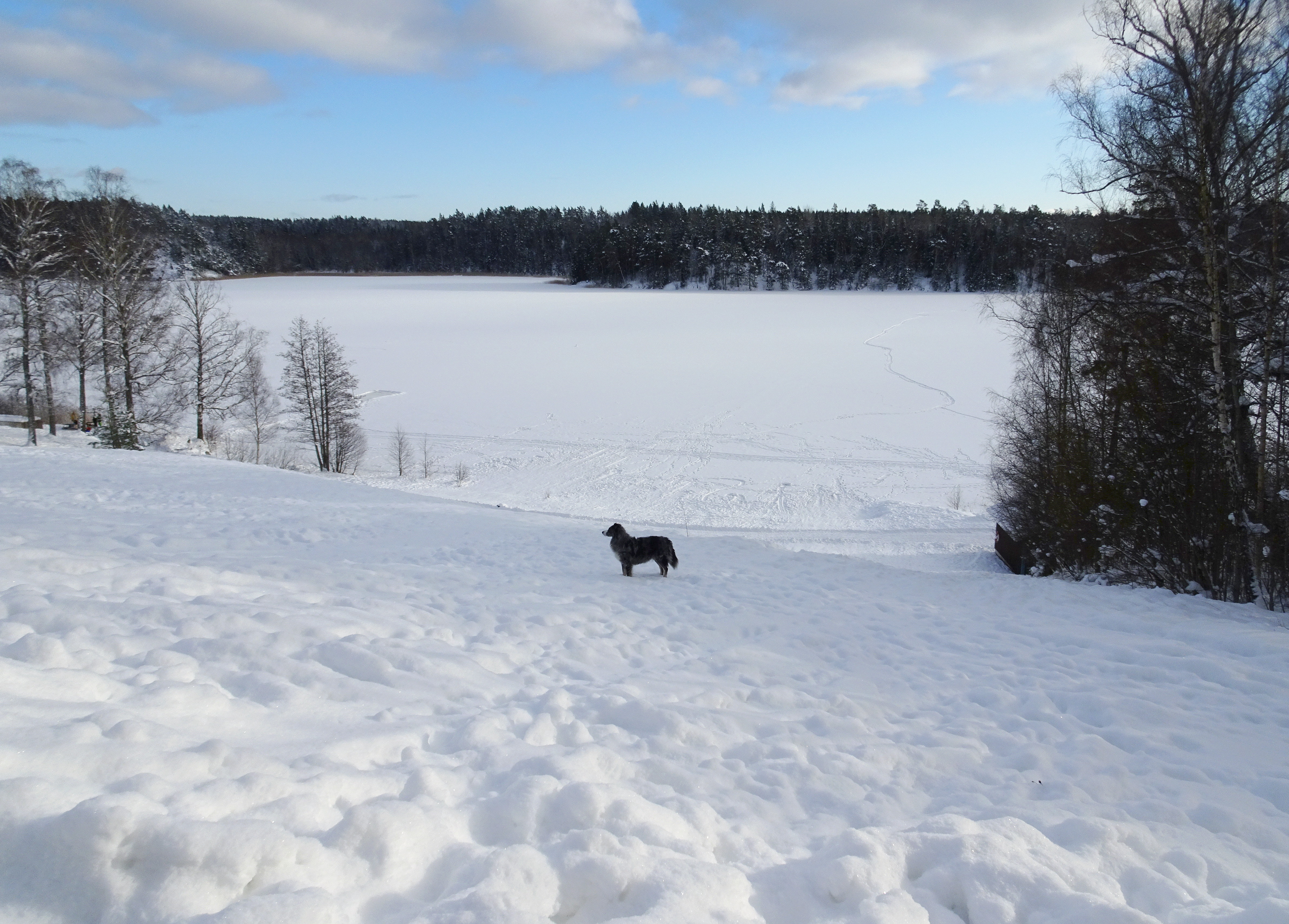
Getaren på vintern